# Sparganium angustifolium
Sparganium angustifolium
Espèce
Classification APG III (2009)
Statut de conservation UICN

 LC  : Préoccupation mineure
Sparganium angustifolium, le rubanier à feuilles étroites, est une espèce aquatique de plante herbacée du genre Sparganium, appartenant à la famille des Sparganiaceae, ou selon la classification récente à celle des Typhaceae. Elle a été décrite en 1803 par André Michaux dans Flora boreali-americana.

## Description
Cette herbe aquatique monoïque vivace est enracinée au fond de l'eau, jusqu'à deux mètres de profondeur. Ses tiges sont inclinées, avec une partie submergée et une autre flottante, pouvant atteindre un à deux mètres. Ses feuilles sont plates ou légèrement gonflées, gainées à la base. Ses fleurs sont disposées en petites têtes globuleuses, aérées, unisexuées; les têtes masculines au nombre de (1-) 2 (-3) sont groupées dans la partie supérieure; 2-4 têtes féminines sont séparées entre elles. Les fleurs mâles sont réduites à 1-8 étamines; les femelles comprennent (1-) 3-4 (-6) flocons périanthiques qui protègent l'ovaire. Le fruit sec est indéhiscent.
Elle fleurit à la fin du printemps et en été.

## Habitat et distribution
Cette plante se rencontre dans les régions montagneuses de l'hémisphère nord, ou circumboréales, jusqu'au Groenland (Eurasie et Amérique du Nord). On la rencontre dans les Alpes, au centre et au nord de l'Europe, dans la partie européenne de la Russie, jusqu'à Mourmansk, au sud de la Sibérie et dans l'Extrême-Orient russe, jusqu'au Kamtchatka, puis dans le Xinjiang et l'île d'Hokkaido. Au sud, elle s'étend jusqu'aux Pyrénées et dans le Système central. En Amérique, on la rencontre en Alaska, au nord du Canada et dans les montagnes des États-Unis.
Le rubanier à feuilles étroites croît au bord des lacs et des étangs montagneux, pouvant en envahir la surface, et rarement au bord des rivières, si le courant est peu important.

## Statut
En France cette espèce est protégée en Lorraine et en Franche-Comté (Article 1).